# Жизнь Верди
«Жизнь Ве́рди» (итал. Verdi , англ. The Life of Verdi) — итальянский телевизионный мини-сериал, поставленный режиссёром Ренато Кастеллани в 1982 году, рассказывающий историю жизни, творчества и любви великого итальянского композитора XIX века Джузеппе Верди.
Премьера мини-сериала прошла в Италии на телеканале Rai 2 с 13 октября по 12 ноября 1982 года.
В 2003 году фильм был выпущен на DVD.

## Сюжет
В мини-сериале освещается сложная общественно-политическая обстановка в Италии, в которой активно участвовал Верди. Большое внимание уделяется созданию многих знаменитых опер композитора, сотрудничество и соперничество со многими великими личностями, театральный мир того времени. Рассказывается об отношениях Верди с семьёй Барецци — Антонио, другом и покровителем Верди, его дочерью Маргеритой, первой супругой Верди и матерью его рано умерших детей. Также большое внимание в сериале уделяется истории знакомства и развитию отношений Верди с оперной певицей Джузеппиной Стреппони, ставшей спутницей жизни и второй супругой композитора. Мини-сериал очень подробен, наполнен всеми важными событиями жизни и творчества Верди с рождения до похорон, основан на исторических документах, деловой и личной переписке, а закадровый голос рассказчика помогает углубиться в сюжет и лучше понять происходящее. В мини-сериале звучат арии и сцены из опер Верди в исполнении великих итальянских оперных певцов.

## В ролях
- Рональд Пикап — Джузеппе Верди, композитор
- Карла Фраччи — Джузеппина Стреппони, оперная певица, вторая жена Верди
- Джампьеро Альбертини — Антонио Барецци, торговец, друг и покровитель Верди, отец его первой жены
- Омеро Антонутти — Карло Верди, отец Джузеппе Верди
- Лино Каполиккио — Арриго Бойто, композитор, автор либретто к операм Верди «Отелло» и «Фальстаф»
- Энцо Черусико — Эмануэле Муцио, композитор и дирижёр
- Ева Кристиан — Тереза Штольц, оперная певица, первая исполнительница партии Аиды
- Нино Даль Фабро — Джулио Рикорди
- Адриана Инноченти — Мария Барецци, жена Антонио Барецци
- Агла Марсили — Луиджа Уттини, мать Джузеппе Верди
- Дария Николоди — Маргерита Барецци, первая жена Джузеппе Верди
- Ян Никлас — Анджело Мариани
- Раймондо Пенне — Франческо Мария Пьяве, либреттист, автор либретто 10 опер Верди
- Уго Болонья — Гаэтано Доницетти, композитор
- Ренато Монтанари — Антонио Гисланцони, автор либретто оперы Верди «Аида»
- Пьер Миранда Ферраро — Франческо Таманьо, оперный певец
- Виктория Дзинни — Мария Вальдман, оперная певица, первая исполнительница партии Амнерис
- Милена Вукотич — Клара Маффеи
- Тито Скипа (младший) — Франко Фаччо, композитор и дирижёр
- Нанни Свампа — Мерелли, импресарио
- Леопольдо Триесте — Финола
- Карло Коломбо — Джованнино Барецци
- Фернандо Черулли — Винченцо Лавинья
- Лино Пуглиси — Джорджо Ронкони, оперный певец
- Берт Ланкастер — рассказчик за кадром в английской версии

## Солисты и исполнители
- Джузеппе Таддеи — Фальстаф в эпизоде из одноимённой оперы
- Марио Дель Монако — Отелло в эпизоде из одноимённой оперы
- Рената Тебальди — Дездемона в эпизоде из оперы «Отелло»
- Лучано Паваротти — герцог Мантуанский в эпизоде из оперы «Риголетто»
- Мария Каллас — Виолетта в эпизоде из оперы «Травиата»
- Тито Скипа
- Лейла Генджер
- Биргит Нильссон

## Съёмочная группа
- Режиссёр: Ренато Кастеллани
- Продюсер: Алессандро Алтери
- Авторы сценария: Леонардо Бенвенути, Ренато Кастеллани, Пьеро Де Бернарди
- Композиторы: Джузеппе Верди, Роман Влад
- Оператор: Джузеппе Руццолини
- Художники: Элио Баллетти, Карло Томмаси
- Художники по костюмам: Мария де Матеи, Энрико Луцци
- Монтаж: Отелло Коланджели

## Производство
На предварительное изучение исторического материала, консультации со специалистами из «Института исследований творчества Верди», написание сценария и съёмки потребовалось восемь лет.
Производство фильма финансировалось телекомпаниями Италии, Франции, ФРГ, Великобритании, Швеции.
В съёмках, проходивших в Буссето, Фиденце, Парме, Милане, Турине, Кремоне, Венеции, Ленинграде, было задействовано более 100 актёров, 1800 статистов, 4000 костюмов.

## Показ
Премьера 9-серийной оригинальной версии сериала на итальянском языке состоялась в Италии на телеканале Rai 2 в прайм-тайм с 13 октября по 12 ноября 1982 года.
Фильм был также выпущен телекомпаниями Antenne 2, Bavaria Film, BBC Television Centre, Sveriges Television (SVT).
Премьеры в прайм-тайм в других странах: Швеция: 7 октября 1983 года; Австрия: 12 июля 1984 года на канале ORT; Восточная Германия: 27 февраля 1984 года.
Мини-сериал был выпущен в двух версиях.
Оригинальная версия на итальянском языке состоит из 9 серий по 70 минут каждая:
1. Детство и юность (итал. Infanzia e giovinezza)
2. Самые тяжёлые годы (итал. Gli anni più duri)
3. Успех (итал. Il successo)
4. «Годы» каторги (итал. Gli anni di galera)
5. В поисках истины (итал. Inventare il vero)
6. Синьора Верди (итал. La Signora Verdi)
7. Трудные годы (итал. Gli anni difficili)
8. Прекрасная Аида (итал. Celeste Aida)
9. Старый «волшебник» (итал. Il vecchio mago)

Также была выпущена версия на английском языке, состоящая из 7 серий по 90 минут каждая:
1. Детство, Барецци и Милан (англ. Childhood, Barezzi & Milan)
2. Маргерита, трагедия и «Набукко» (англ. Margherita, Tragedy & Nabucco)
3. Патриотизм, «Ломбардцы» и «Эрнани» (англ. Patriotism, I Lombardi & Ernani)
4. Джузеппина, революция и «Риголетто» (англ. Giuseppina, Revolution & Rigoletto)
5. Независимая Италия, «Травиата» и «Бал-маскарад» (англ. Independent Italy, La Traviata & Un Ballo)
6. Вагнер, Тереза и «Аида» (англ. Wagner, Teresa & Aida)
7. Кризис, «Отелло» и «Фальстаф» (англ. Crisis, Otello & Falstaff)